# Rob Goris
Rob Goris (Herentals, 15 maart 1982 – Honfleur, 5 juli 2012) was een Belgisch wielrenner, ijshockeyer en licentiaat LO aan het KVRI van Vorselaar.

## Levensloop
Hij stond bekend als een van de boegbeelden van het Belgische ijshockey. Hij was onder andere aanvoerder van de Belgische nationale ploeg. Zijn laatste wedstrijd was de bekerfinale tussen HYC Herentals (zijn club) en de White Caps Turnhout in 2009. Na de finale beëindigde hij per direct zijn ijshockeycarrière om zich zo snel mogelijk te richten op het wielrennen.
In 2010 reed hij als elite zonder contract bij Palmans-Cras. Hij veroverde onder meer de Belgische titel in deze categorie. In september 2010 tekende hij al zijn eerste profcontract bij Verandas Willems-Accent voor het seizoen 2011. Nog geen dag later won hij de Memorial Fred De Bruyne, een kermiskoers in Berlare. Hij versloeg Pieter Jacobs en Christian Patron in de eindsprint.
In september 2011 werd Goris geveld door klierkoorts – waardoor hij pas begin december kon beginnen trainen – en vervolgens door het Cytomegalovirus. Nadat dit laatste bijna uit het lichaam was, hervatte hij de trainingen volop in maart 2012.
Goris overleed onverwacht aan een hartaanval in de nacht van 4 juli op 5 juli 2012. Die avond was hij nog te gast in het vrt-televisieprogramma Tour 2012, Vive le vélo samen met zijn vriendin Katrien Van Looy, kleindochter van Rik Van Looy.

## Belangrijkste overwinningen
2010
- Antwerpse Havenpijl
- Belgische kampioen wielrennen, elite zonder contract
- Memorial Fred De Bruyne